# Djäkneböle
Djäkneböle är en tätort (före 2023 småort) i Umeå kommun vid övre delen av Norrmjöleån. 
Djäkneböle är beläget i sluttningen mellan Bjännsjön och den bördiga Djäknebölesslätten, vid landsvägen mellan Umeå och Gräsmyr, cirka 12 km söder om Umeå. 
I Djäkneböle återfinns främst bostäder, men även en emballagefabrik. Den bebyggda delen av orten är relativt liten, men till den hör även en hel del skog och annan mark, som till största delen ägs av invånarna.

## Befolkningsutveckling
| Befolkningsutvecklingen i Djäkneböle 2005–2023 | Befolkningsutvecklingen i Djäkneböle 2005–2023 | Befolkningsutvecklingen i Djäkneböle 2005–2023 | Befolkningsutvecklingen i Djäkneböle 2005–2023 | Befolkningsutvecklingen i Djäkneböle 2005–2023 |
| ---------------------------------------------- | ---------------------------------------------- | ---------------------------------------------- | ---------------------------------------------- | ---------------------------------------------- |
|                                                |                                                |                                                |                                                |                                                |
| År                                             |                                                |                                                | Folkmängd                                      | Areal (ha)                                     |
| 2005                                           | 2005                                           |                                                | 168                                            | 42#                                            |
| 2010                                           | 2010                                           |                                                | 170                                            | 52#                                            |
| 2015                                           | 2015                                           |                                                | 164                                            | 59#                                            |
| 2020                                           | 2020                                           |                                                | 185                                            | 59#                                            |
| 2023                                           | 2023                                           |                                                | 200                                            | 65                                             |
| Anm.: # Som småort.                            |                                                |                                                |                                                |                                                |